# 米爾諾夫振盪
米爾諾夫振盪，也稱為磁振盪，是電漿中磁場的振幅微擾。這個名稱是以1965年設計出量測這種振盪探針的謝爾蓋．米爾諾夫的名字命名。探針的名稱是 米爾諾夫線圈。
米爾諾夫振盪在托卡馬克中得到廣泛的研究。因為它們提供了系統內發生的電漿不穩定性的資訊。這種不穩定性會在電流中產生局部波動．從而引起磁通量密度的變化，並由線圈根據法拉第電磁感應定律拾取。